# Дені Верас
Дені Верас (Denis Veiras; бл. *1635 в м. Але (Alès), Лангедок, Франція — бл. †1700) — французький протестант, письменник, автор відомої утопії «Історія севарамбів».

## Біографія
Про життя Дені Вераса відомо небагато, рік його народження та смерті відомі приблизно.
Верас народився в протестантській сім'ї дрібної буржуазії. Кар'єру він розпочав з того, що записався в королівську армію і два роки брав участь у війні за П'ємонт. Після цього отримав освіту і в 1660 році став доктором права. Верас готувався стати адвокатом в парламенті Тулузи, проте через релігійні переслідування протестантів змушений був емігрувати в Англію. Там він служив у другого герцога Бекінгема. В 1675 році в Лондоні виходить перше видання його єдиної книги «Історія севарамбів». Після опали Бекінгема повернувся до Франції, проте після відновлення дії Нантського едикту був змушений емігрувати до Голландії, де губиться його слід.

## Книга
Перше видання «Історії севарамбів» вийшло англійською мовою в 1675 році в Лондоні. Французьке видання вийшло в двох томах в 1677-79, у 1683 з'явився голландський переклад, у 1689 німецький, у 1728 італійський.
Зміст книги являє собою історію заснування колонії в Австралії. Король Севаріас та його супутники пробують різні державні системи, і, зрештою, зупиняються на одній, найприйнятнішій. Це конституційна монархія, в якій немає дворянства, приватної власності, всі зобов'язані працювати 8 годин на добу, а діти виховуються державою. Розповідь ведеться від капітана Сідена, корабель котрого направляючись з Голландії до Батавії сів на мілину біля берегів Австралії, і котрому довелося прожити п'ятнадцять років серед народу севарамбів.
Це перша антирелігійна утопія.
Книга була настільки правдоподібною, що редактор газети «Journal des Sçavans» в рецензії 1678 року не міг вирішити, справжній це опис, чи вдала містифікація.